# 魏登巴赫 (莱茵-兰县)
魏登巴赫是德国莱茵兰-普法尔茨州的一个市镇。总面积2.24平方公里，总人口108人，其中男性61人，女性47人（2011年12月31日），人口密度48人/平方公里。